# J. Stewart Burns
J. Stewart Burns, född 4 december 1969, är en Emmy Award-prisad författare och producent, och är mest känd för sitt arbete med TV-serierna Unhappily Ever After, Simpsons och Futurama.
I kommentatorspåren på DVD-skivorna till Futurama-avsnitten "The Deep South" och "Roswell That Ends Well", får man veta att Stewart studerade och fick en Ph.D. i matematik. Han gick på Harvard University, där han skrev för skämttidningen Harvard Lampoon.

## Produktion

### Avsnitt avFuturama
- "My Three Suns"
- "Mars University"
- "A Head in the Polls"
- "The Deep South"
- "The Cryonic Woman"
- "Roswell That Ends Well"
- "Where the Buggalo Roam"

### Avsnitt avSimpsons
- "Moe Baby Blues"
- "The Way We Weren't"
- "There's Something About Marrying"
- "The Monkey Suit"
- "Homerazzi"
- "Marge Gamer"
- "Eternal Moonshine of the Simpson Mind"

### Avsnitt avUnhappily Ever After
- "Meter Maid"
- "Getting More Than Some"
- "College!"
- "Experimenting in College"
- "Making the Grade"
- "Teacher's Pet"
- "Excorsising Jennie"
- "Shampoo"
- "Rock 'n' Roll"
- "Lightning Boy"
- "The Tell-Tale Lipstick"
- "Jack The Ripper"
- "The Great Depression"
- "The Rat"